# Нильссон, Кент
Кент Оке «Кента» Нильссон (швед. Kent Åke "Kenta" Nilsson; 31 августа 1956, Нюнесхамн, Швеция) — бывший шведский хоккеист. Играл на позиции центрального нападающего в ВХА, НХЛ. Обладатель Кубка Стэнли 1987 года в составе «Эдмонтон Ойлерз». Также выступал за сборную Швеции и за различные европейские клубы в хоккейных лигах Швеции, Швейцарии, Италии, Австрии, Норвегии, Германии и Испании.

## Биография
Один из лидеров сборной Швеции в 1980-е годы. Участник чемпионатов мира 1985, 1989 и 1990 и трёх розыгрышей Кубка Канады (1981, 1984 и 1987). В 1977—1979 отыграл два сезона в ВХА за «Виннипег Джетс».В чемпионатах ВХА — 158 матчей, 91 гол, в турнирах Кубка АВКО — 19 матчей, 5 голов.  В НХЛ — 9 сезонов (с 1979 по 1987 и в 1995). В чемпионатах НХЛ — 553 матча, 264 гола, в турнирах Кубка Стэнли —  59 матчей, 11 голов. Первый хоккеист из Европы преодолевший отметку «100 очков»
(по системе «гол+пас») в регулярном чемпионате НХЛ (сезон 1980/81). Включён в список лучших игроков за всю историю шведского хоккея под номером 145. Единственный в мире чемпион пяти лиг: шведской, швейцарской, итальянской, ВХА и НХЛ. Его сын Роберт также хоккеист.
С 2002 по 2010 года был скаутом клуба НХЛ «Эдмонтон Ойлерз». В сезоне 2011/12 был помощником главного тренера австрийского клуба «Ред Булл» из Зальцбурга. С 2010 по 2013 год — скаут  «Флорида Пантерз»

## Заслуги
- Лу Каплан Трофи 1978 (лучший новичок ВХА).
- Обладатель Кубка АВКО 1978, 1979.
- Серебряный призёр Кубка Канады 1984.
- Обладатель Кубка Стэнли 1987.
- Участник матча всех звёзд НХЛ 1980, 1981.
- Чемпион Швеции 1989.
- Игрок года в Швеции (1989).
- Чемпион Европы 1990.
- Серебряный призёр чемпионата мира 1990.

## Выступал за клубы
- «Юргорден», Швеция, 1973—1977, 1988-89, и 1992-93.
- «Виннипег Джетс», ВХА, 1977—1979.
- «Атланта Флэймз», НХЛ, 1979-80.
- «Калгари Флэймз», НХЛ, 1981—1985.
- «Миннесота Норт Старз», НХЛ, 1985—1987.
- «Эдмонтон Ойлерз», НХЛ, 1987, 1994-95.
- «Больцано», Италия, 1987-88.
- «Лугано», Швейцария, 1987-88.
- «Клотен Флайерз», Швейцария, 1989—1992.
- «Грац», Австрия, 1993-94.
- «Волеренга», Норвегия, 1994-95.
- «Нюнесхамн», Швеция, 1995-96.
- «Махадаонда», Испания, 1997-98.